# Oxuderces
 Oxuderces és un gènere de peixos de la família dels gòbids i de l'ordre dels perciformes.

## Taxonomia
- Oxuderces dentatus (Eydoux & Souleyet, 1850)[2]
- Oxuderces wirzi (Koumans, 1937)[3][4][5][6][7][8][9]